# 喜田拓也
喜田 拓也（きだ たくや、1994年8月23日 - ）は、神奈川県横浜市中区出身のプロサッカー選手。Jリーグ・横浜F・マリノス所属。ポジションはミッドフィールダー（MF）。

## 来歴

### プロ入り前
小学生時代から横浜F・マリノスの下部組織に所属し、2006年には主将として全国制覇を経験。2011 FIFA U-17ワールドカップではボランチとして4試合に出場し、チームのベスト8進出に貢献した。2012年、2種登録選手としてトップチームに帯同し、ナビスコカップ2試合に出場した。

### 横浜F・マリノス
2013年、トップチームへ正式に昇格。
2014年、J3に参戦するJリーグ・アンダー22選抜に選手登録された。2015年、リーグ戦第4節の柏レイソルで初先発し、兵藤慎剛につぐ2位の走行距離を記録した。トップ下だけでなくボランチもこなし、怪我で負傷した中村俊輔の穴を埋めた。
2016年、1stステージ第7節のジュビロ磐田戦でミドルシュートを決め、J1初ゴールを記録した。
2019年からはキャプテンを務める。チームの主軸としてリーグ戦33試合に出場し、15年ぶり4度目のリーグ優勝に貢献。ベストイレブンに選出された。
2023年は4月29日のJ1第10節・名古屋グランパス戦で5シーズンぶり、日産スタジアムでは初となるゴールを決めた。ディフェンダーの選手が怪我やコンディション不良で出場できないときには、本職ではないディフェンダーのポジションでプレーするなどした。最終的にはリーグ戦29試合に出場。J1優秀選手賞を受賞した。

## 所属クラブ
- 北方SC（横浜市立北方小学校）
- 横浜F・マリノスプライマリー（横浜市立北方小学校）
- 2007年 - 2009年 横浜F・マリノスジュニアユース（横浜市立仲尾台中学校）
- 2010年 - 2012年 横浜F・マリノスユース（神奈川県立横浜立野高等学校）
  - 2012年 横浜F・マリノス（2種登録選手）
- 2013年 -  横浜F・マリノス
  - 2014年 - 2015年  Jリーグ・アンダー22選抜

## 個人成績
| 国内大会個人成績 | 国内大会個人成績 | 国内大会個人成績 | 国内大会個人成績 | 国内大会個人成績 | 国内大会個人成績 | 国内大会個人成績 | 国内大会個人成績 | 国内大会個人成績 | 国内大会個人成績 | 国内大会個人成績 | 国内大会個人成績 |
| 年度             | クラブ           | 背番号           | リーグ           | リーグ戦         | リーグ戦         | リーグ杯         | リーグ杯         | オープン杯       | オープン杯       | 期間通算         | 期間通算         |
| 年度             | クラブ           | 背番号           | リーグ           | 出場             | 得点             | 出場             | 得点             | 出場             | 得点             | 出場             | 得点             |
| 日本             | 日本             | 日本             | 日本             | リーグ戦         | リーグ戦         | リーグ杯         | リーグ杯         | 天皇杯           | 天皇杯           | 期間通算         | 期間通算         |
| ---------------- | ---------------- | ---------------- | ---------------- | ---------------- | ---------------- | ---------------- | ---------------- | ---------------- | ---------------- | ---------------- | ---------------- |
| 2012             | 横浜FM           | 40               | J1               | 0                | 0                | 2                | 0                | 0                | 0                | 2                | 0                |
| 2013             | 横浜FM           | 28               | J1               | 0                | 0                | 0                | 0                | 0                | 0                | 0                | 0                |
| 2014             | 横浜FM           | 28               | J1               | 2                | 0                | 1                | 0                | 2                | 0                | 5                | 0                |
| 2015             | 横浜FM           | 28               | J1               | 24               | 0                | 1                | 0                | 2                | 0                | 27               | 0                |
| 2016             | 横浜FM           | 28               | J1               | 27               | 1                | 4                | 0                | 2                | 0                | 33               | 1                |
| 2017             | 横浜FM           | 5                | J1               | 23               | 0                | 0                | 0                | 3                | 1                | 26               | 1                |
| 2018             | 横浜FM           | 5                | J1               | 22               | 1                | 5                | 0                | 2                | 1                | 29               | 2                |
| 2019             | 横浜FM           | 8                | J1               | 33               | 0                | 1                | 0                | 1                | 0                | 35               | 0                |
| 2020             | 横浜FM           | 8                | J1               | 30               | 0                | 2                | 0                | -                | -                | 32               | 0                |
| 2021             | 横浜FM           | 8                | J1               | 29               | 0                | 1                | 0                | 0                | 0                | 30               | 0                |
| 2022             | 横浜FM           | 8                | J1               | 23               | 0                | 0                | 0                | 0                | 0                | 23               | 0                |
| 2023             | 横浜FM           | 8                | J1               | 29               | 1                | 7                | 0                | 1                | 0                | 37               | 1                |
| 2024             | 横浜FM           | 8                | J1               | 25               | 0                | 1                | 0                | 2                | 0                | 28               | 0                |
| 通算             | 日本             | 日本             | J1               | 267              | 3                | 25               | 0                | 15               | 2                | 307              | 5                |
| 総通算           | 総通算           | 総通算           | 総通算           | 267              | 3                | 25               | 0                | 15               | 2                | 307              | 5                |

- 2012年は2種登録選手

その他の公式戦
| 2014   | J-22   | -      | J3     | 9  | 1 | 9  | 1 |
| 2015   | J-22   | -      | J3     | 1  | 0 | 1  | 0 |
| 通算   | 日本   | 日本   | J3     | 10 | 1 | 10 | 1 |
| 総通算 | 総通算 | 総通算 | 総通算 | 10 | 1 | 10 | 1 |

- 2020年
  - FUJI XEROX SUPER CUP 1試合0得点
- 2023年
  - FUJI XEROX SUPER CUP 1試合0得点

| 国際大会個人成績 | 国際大会個人成績 | 国際大会個人成績 | 国際大会個人成績 | 国際大会個人成績 |
| 年度             | クラブ           | 背番号           | 出場             | 得点             |
| AFC              | AFC              | AFC              | ACL              | ACL              |
| ---------------- | ---------------- | ---------------- | ---------------- | ---------------- |
| 2020             | 横浜FM           | 8                | 2                | 0                |
| 2022             | 横浜FM           | 8                | 7                | 0                |
| 2023-24          | 横浜FM           | 8                | 11               | 0                |
| 2024-25          | 横浜FM           | 8                | 5                | 0                |
| 通算             | AFC              | AFC              | 25               | 0                |

- 公式戦初出場 - 2012年4月18日 ナビスコ杯予選リーグ第3節・清水エスパルス戦（アウトソーシングスタジアム日本平）
- Jリーグ初出場 - 2014年3月9日 J3第1節・FC琉球戦（沖縄県総合運動公園陸上競技場）
- Jリーグ初得点 - 2014年6月8日 J3第15節・FC琉球戦（沖縄市陸上競技場）

## 代表歴
- U-16日本代表
  - 豊田国際ユースサッカー大会（2010年）
- U-17日本代表
  - 2011 FIFA U-17ワールドカップ（2011年）
- U-18日本代表
  - スロバキアカップ（2012年）
- U-19日本代表
  - アルクディア国際ユースサッカートーナメント（2013年）
- U-20日本代表
  - 2013年東アジア競技大会（2013年）
- U-21日本代表
  - AFC U-22アジアカップ2013（2013年）
  - 2014年アジア競技大会（2014年）
- U-23日本代表
  - トゥーロン国際大会（2016年）
- 日本代表候補
  - 東アジアカップ2015（予備登録メンバー）[10]

## タイトル

### クラブ
横浜F・マリノスプライマリー
- 全日本少年サッカー大会 (2006年)

横浜F・マリノスユース
- Jリーグユース選手権大会 (2010年)

横浜F・マリノス
- J1リーグ：2回（2019年、2022年）
- 天皇杯全日本サッカー選手権大会：1回（2013年）
- FUJIFILM SUPER CUP：1回（2023年）

### 個人
- 日本クラブユースサッカー選手権 (U-18)大会 MIP (2012年)
- J1リーグ・月間MVP：1回（2019年5月）
- Jリーグ・優秀選手賞：2回（2019年、2023年）
- Jリーグベストイレブン：1回（2019年）